# مهدي أباد (ميان كالة)
مهدي أباد (بالفارسية: مهدی‌آباد) هي قرية تقع في إيران في قسم ميان كالة الريفي. يقدر عدد سكانها بـ 178 نسمة .